# (9473) Ghent
(9473) Ghent (1998 OO14) – planetoida z pasa głównego asteroid okrążająca Słońce w ciągu 4,6 lat w średniej odległości 2,77 j.a. Odkryta 26 lipca 1998 roku.